# Microsoft OneNote
Microsoft OneNote (tên gọi cũ: Microsoft Office OneNote) là một chương trình máy tính được phát triển bởi tập đoàn Microsoft với mục đích giúp cho việc thu thập, ghi chép thông tin không định dạng và hỗ trợ làm việc nhóm với nhiều người sử dụng. Chương trình này có thể thu thập các ghi chép của người dùng dưới dạng chữ viết tay hay đánh máy, các hình vẽ, các dữ liệu âm thanh hay hình ảnh và giúp người dùng có thể chia sẻ các ghi chép của mình trên mạng Internet.
Hiện tại phiên bản dành cho máy tính để bàn (desktop) của OneNote có trên nền tảng Microsoft Windows và Mac

## Giới thiệu tổng quan
OneNote trước hết là một chương trình soạn thảo văn bản đơn giản: người dùng có thể nhập văn bản bằng bàn phím, tạo các bảng biểu và chèn các dữ liệu hình ảnh hay âm thanh. Tuy nhiên OneNote khác với một ứng dụng soạn thảo văn bản (ví dụ như Microsoft Word) ở chỗ người dùng có thể ghi chép và bất kỳ vị trí nào của văn bản bằng cách click chuột vào vị trí đó. Văn bản của OneNote không bị bất kỳ một giới hạn nào. OneNote cũng tự động lưu trữ các ghi chú và dữ liệu một cách tự động mà không cần lệnh từ người dùng.
Dữ liệu được OneNote lưu trữ lại dưới dạng các Trang (Pages). Các Trang (Pages) được tổ chức dưới dạng các Sổ ghi chép (Notebooks). Giao diện của OneNote giống như một cuốn sổ ghi chép điện tử. Định dạng file của OneNote là các file với phần mở rộng là .one. Định dạng này thuộc quyền sở hữu của Microsoft.
Một trong những điểm mạnh nổi bật của OneNote là khả năng tạo mục lục (indexing) và khả năng tìm kiếm nhanh các thông tin văn bản và multimedia đính kèm.
Hiện nay OneNote được sử dụng chủ yếu trên các máy tính xách tay (laptop) hay các máy tính cá nhân (PC) để bàn. OneNote cũng có các chức năng để hỗ trợ máy tính bảng sử dụng bút điện tử hay màn hình cảm ứng.

## Sự khác biệt giữa OneNote và các chương trình soạn thảo văn bản
Các Sổ ghi chép (Notebook) của OneNote được thiết kế cho việc thu thập, tổ chức và chia sẻ các thông tin hay dữ liệu "thô", chưa xử lý. Trong khi đó các chương trình soạn thảo văn bản như Microsoft Word hay các website wiki được thiết kế nhắm vào mục đích xuất bản các dữ liệu đã qua xử lý. Sự khác biệt này thể hiện qua các đặc điểm sau của OneNote:
- Các Trang (Pages) có độ rộng bất kỳ, không có giới hạn.
- Các ảnh bitmap có thể được dán vào mà không mất chất lượng.
- Không hỗ trợ việc định dạng đồng nhất giữa các Trang (Pages).
- Người dùng có thể đính kèm các dữ liệu multimedia và các liên kết website.

## Lịch sử phát hành các phiên bản
| Thông cáo                  | Ngày phát hành       |
| -------------------------- | -------------------- |
| Thông cáo báo chí đầu tiên | 17 tháng 11 năm 2002 |
| OneNote 2003               | 21 tháng 10 năm 2003 |
| OneNote 2003 SP1           | 27 tháng 7 năm 2004  |
| OneNote 2003 SP2           | 27 tháng 9 năm 2005  |
| OneNote 2003 SP3           | 17 tháng 9 năm 2007  |
| OneNote 2007               | 30 tháng 1 năm 2007  |
| OneNote 2007 SP1           | 11 tháng 12 năm 2007 |
| OneNote 2007 SP2           | 28 tháng 4 năm 2009  |
| OneNote 2010               | 15 tháng 6 năm 2010  |
| OneNote 2010 SP1           | 22 tháng 4 năm 2011  |
| OneNote 2013               | 29 tháng 1 năm 2013  |